# Uhuru
Uhuru è il primo satellite dedicato all'astronomia a raggi X. Era anche conosciuto come X-ray Explorer Satellite, SAS-1, o Explorer 42.
Fu lanciato il 12 dicembre 1970 dalla piattaforma di lancio italiana San Marco, e posto in orbita a 560 km di apogeo e 520 km di perigeo, 3 gradi di inclinazione, con un periodo di 96 minuti. La missione si completò nel marzo del 1973.
Il satellite Uhuru fu il primo satellite interamente dedicato all'osservazione dei raggi X del cielo. Oltre alla scoperta di diverse sorgenti cosmiche, questo satellite rappresenta l'avvio del campo di ricerche su questo settore, prima di allora del tutto sconosciuto.
Furono scoperte ben 339 sorgenti X, fra queste la celebre Cygnus X-1 e Centaurus X-3. Alla realizzazione del progetto lavorarono i due scienziati italiani Riccardo Giacconi (Premio Nobel per la fisica nel 2002) e Bruno Rossi. L'importanza delle scoperte eseguite con questo satellite generò il record assoluto di citazioni su pubblicazioni scientifiche.

## Il nome del satellite
Il nome del satellite Ururu, nel linguaggio swahili significa libertà. Esso fu dato in onore al popolo del Kenya che permise il lancio del satellite sul suo territorio. Il nome a sua volta è legato anche alla serie TV Star Trek e al personaggio Uhura nativa del Kenya.